# أحمد محرم (مهندس)
أحمد السيد محرم (6 ديسمبر 1913 - 4 مارس 2017) هو مهندس مصري، وأحد مؤسسَين مع ميشيل باخوم لأقدم مكتب تصميم للمشاريع الهندسة (المهندسون الاستشاريون العرب)، شغل منصب وزير الإسكان في الحكومة المصرية خلال فترة (1962 - 1964).

## حياته ونشأته
أحمد إبراهيم جمعة ولد في محافظة بني سويف - مركز الواسطى قرية ميدوم عائلة الغنيمية ، ووالده هو  واسم «احمد محرم» هو اسم مركب، ووالدته آمنة حسن فرج، له ابناء أحمد وإبراهيم أساتذة في مجال الهندسة والإنشاءات في جامعة القاهرة، ويساهمان في إدارة المكتب الهندسي، وله ابنة واحدة.
ماجستير 1946، دكتوراه من جامعة لندن 1949.
تخرج عام 1935 م في أول دفعة لكليات الهندسة بعد ضم مدرسة المهندسخانة إلى الجامعة المصرية «جامعة القاهرة حاليًا».

## وفاته
توفي الرابع من مارس لعام 2017 م

## مسيرته ومناصب
- عمل مهندس لكباري السكك الحديدية 1936-1937.
- معيد بكلية الهندسة جامعة القاهرة 1937.

أستاذ بهندسة عين شمس 1955. ثم 
- أستاذ غير متفرغ بها.
- عين نائب لوزير الاسكان والمرافق 1962، وزير للاسكان والمرافق 1962-1964،
- رئيس جمعية المهندسين المصرية من 1973-1977، 1981-1985.
- عضو بمجلس أكاديمية البحث العلمي والتكنولوجيا 1980-1986،
- رئيس مجلس التشييد والاسكان والتعمير بالمجالس القومية المتخصصة منذ انشائه وحتى الآن، عضو معهد المهندسين الانشائيين ببريطانيا وعضو الجمعية الدولية للكباري والانشاءات بسويسرا وعضو ومجلس المباني العالمي والاستيطان الحضري التابع لليونسكو، ويشمل جمعية المهندسين المدنية الأمريكية والجمعية الدولية للكباري والانشاءات بسويسرا المعهد الأمريكية للمخططين الدولي للاسكان والتخطيط، الاتحاد الدولي للمعماريين، أشرف على قطاع المقاولات الذي أتم المرحلة الأولى للسد العالي وتولى الاشراف المباشر لانجاز بناء 23 قرية جديدة لتهجير أهالي النوبة 1964، شارك كمهندس استشاري في كثير من المشروعات منها نفق أحمد حمدي، كوبري 6 اكتوبر، مشروع مترو الأنفاق بالقاهرة، كباري الدقي.

له العديد من البحوث والمقالات العلمية المنشورة في مجالات علمية عالمية ومصرية في مجال تخصصه. قام بتنظيم ورئاسة العديد من المؤتمرات الدولية.
- تصميم مصنع الحديد والصلب بحلوان بالإضافة لعشرات المصانع الكبرى في الستينات.
- تصميم كوبري 6 أكتوبر العلوي بطول أكثر من 30 كم، كذلك محور 15 مايو (بطول أكثر من 10 كم).
- المشاركة في تصميم شبكة مترو أنفاق القاهرة ودبي.
- شغل منصب وزير الإسكان في الحكومة المصرية خلال فترة (1962 - 1964).

## أوسمة وجوائز
- حصل على وسام الجمهورية من الطبقة الثالثة 1960،
- وسام الجمهورية من الطبقة الأولى 1965،

- جائزة الدولة التقديرية في العلوم 1983،
- وسام الاستحقاق من الطبقة الأولى 1986،
- وسام الرياضة من الطبقة الأولى لتصميمه استاد القاهرة الرياضي.